# كريستر نوردين
كريستر نوردين (بالسويدية: Krister Nordin)‏ هو لاعب كرة قدم سويدي في مركز الوسط، ولد في 25 فبراير 1968 في ستوكهولم في السويد. لعب مع أيك سولنا ونادي بروندبي ونادي يورغوردينس.